# Romerska termerna i Varna

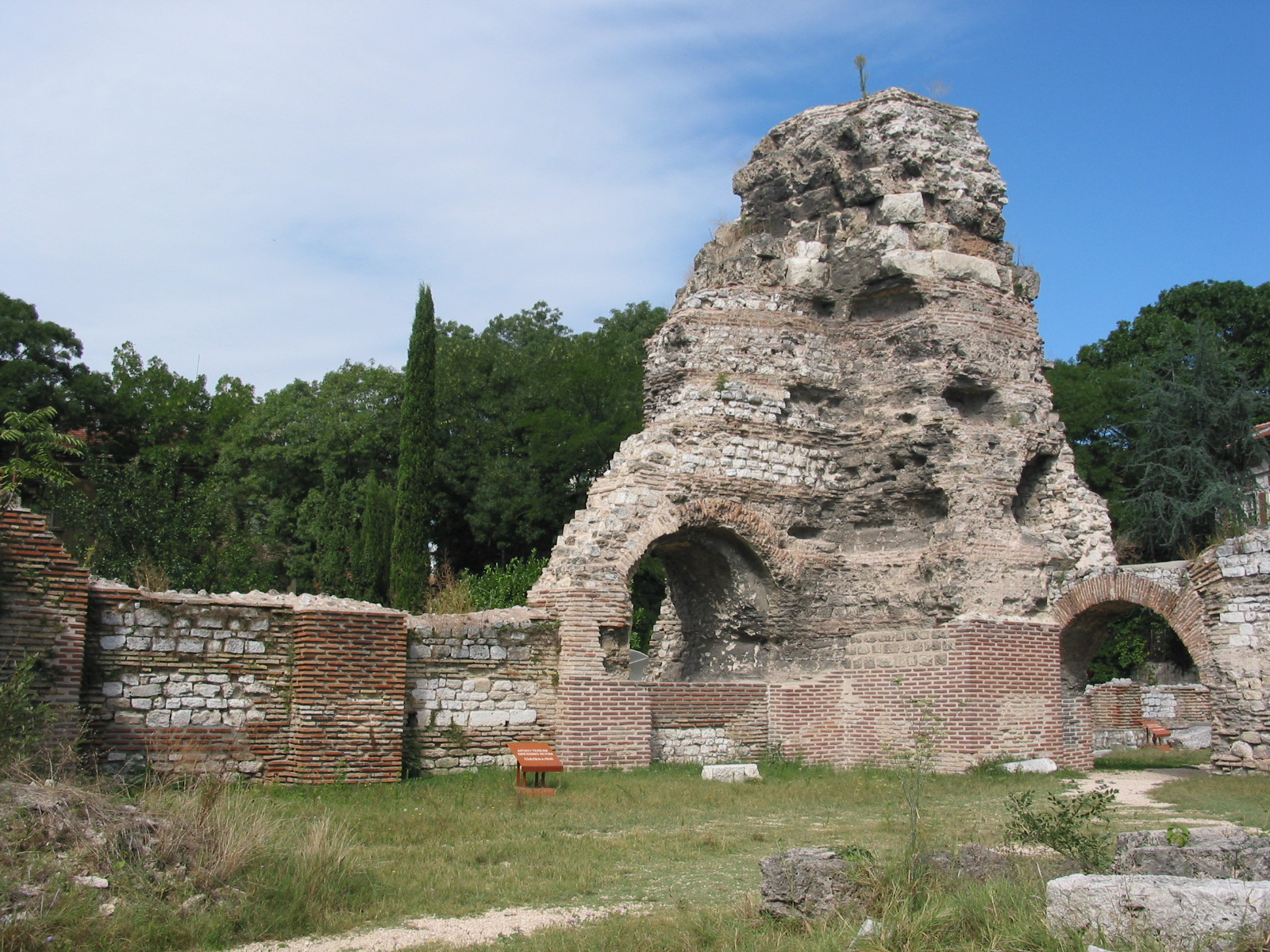
Ruiner från de romerska termerna i Varna, Bulgarien.

Romerska termerna i Varna (bulgariska: Римски терми, Rimski termi) är ett komplex med antika romerska badanläggningar (termer) i Svarta havets hamnstad Varna i nordöstra Bulgarien. De romerska termerna ligger i den sydöstra delen av den nuvarande staden, som under det romerska kejsardömet var känd som Odessus. Baden uppfördes under det sena 100-talet e.Kr. och räknas som de fjärde största bevarade termerna i Europa och de största på balkanhalvön.